# Parafia Świętego Krzyża w Lutwyche
Parafia Świętego Krzyża w Lutwyche – parafia rzymskokatolicka, należąca do archidiecezji Brisbane.
Przy parafii funkcjonuje katolicka szkoła podstawowa Świętego Krzyża.
Na terenie parafii znajdują się trzy kościoły (parafialny i dwa filialne):
- Kościół Świętego Krzyża w Lutwyche (parafialny)
- Kościół św. Anny w Kalinga
- Kościół Różańca Świętego w Windsor